# 藤原伊周
藤原伊周（974年—1010年2月14日），幼名小千代，关白藤原道隆第三子，母正室高阶贵子。有同母妹一条天皇皇后藤原定子，同母弟权中纳言藤原隆家等。以与叔父藤原道长争权事著名，平安时代重要历史事件“长德之变”的中心人物。在政斗中败于藤原道长，后郁郁而终。

## 人物生平

### 关白的嫡子
藤原伊周虽为其父的第三子，但他是嫡妻的兒子，其母深受道隆宠爱，他的才华和容貌也很出众，因此特别为道隆所钟爱，而其异母兄藤原道赖为祖父藤原兼家的养子。伊周很早就晋升到显赫的职位，累进中纳言，但道隆仍觉得伊周的官位不如长子道赖，又在正历年间提拔伊周任参议，拜权大纳言。正历5年（994年）8月28日，伊周越过了包括叔父藤原道长在内的3位前辈，一跃升任内大臣，时年仅21岁。可以说，伊周是关白道隆认定的继承人。

### 关白之争
长德元年（995年）2月，道隆病重，不能管理朝政，因而上书请任伊周为內览（既获得代理朝政的权力）。一条天皇有敕书：“文书和宣旨，都要先给关白看后，再给内览看。”伊周则说：“事情都交给我了，何必再劳烦关白。”道隆于是听从了他，又上书想让伊周直接接任关白一职，但天皇没有答应，只赐给了他摄关的仪仗。
道隆薨后，伊周仍在服丧，就开始管起政事，许多政务均由他裁定。他首先更改衣冠制度，自认为：“能代替我父亲的只有我。”但他的叔父藤原道兼拥有极高的声望和地位。《荣花物语》曾说此时的伊周忌惮二叔，于是他命外祖父高阶成忠诅咒道兼。但道兼仍为关白，伊周非常愤怒。不久道兼薨，伊周很开心，认为自己许的愿得到了回应。
当时，在政事上太后东三条院藤原诠子、道长和伊周不合，但伊周又是中宫（等同於皇后）藤原定子的哥哥，得到天皇的信赖。东三条院厌恶伊周的为人，常说如果是这孩子执政，将耽误国事，因此屡次请求天皇任命道长为关白。天皇不得已听从了母亲。伊周越想越生气，当时的人们却讥讽他不自重。

### 长德之变
太政大臣藤原为光的次女藤原忯子住在鹰司府邸。《荣花物语》说，当时伊周与她的姐姐交往，而花山法皇（原來的花山天皇）也听说了她妹妹的美貌，给她写情书而不被搭理。因此法皇经常前去偷窥这姑娘。伊周误以为花山法皇看上的是姐姐，告诉弟弟隆家。隆家说：“兄长不必担忧，我能解决此事。”长德元年，隆家率领几个下人设下埋伏，见法皇从鹰司府邸回来，想要放箭恐吓他，没想到误中法皇的衣服。此事传遍了京城，天皇虽然只是略有听说，但因法皇愤怒，不得推脱。不久后，又传出伊周又私修《大元帅法》，诅咒东三条院之事。当时，大元帅法只能官修，人臣不能私修。此事被发觉后，天皇震怒。
长德二年四月，天皇派检非违使捉拿伊周，使者敕曰：“贬伊周为大宰权帅，隆家为出云权守。”伊周惊恐拒捕，检非违使包围他的宅邸。当时，中宫因怀孕出居伊周府邸。第二天，天皇让中宫交出伊周，中宫说伊周不在，惹天皇大怒，于是检非违使进入宅邸找遍了，只找到隆家，并未找到伊周。相传伊周半夜偷偷逃走，前往春日大社父亲的坟茔告别（或往爱太子山）。到了傍晚，伊周从木幡回来，兄弟二人乃前往流放地。
伊周中途生病，天皇听说后可怜他，说：“把伊周安置在播磨，隆家安置在但马吧。”到了秋天，伊周听闻母亲病重，连忙偷偷潜回京城，藏匿于西京。因被平孝义告密，天皇于是再次命检非违使压他前往九州。
长德三年，为给生病的皇太后祈福，天皇大赦天下，伊周兄弟才得以重新返京。

### 在道长的权威下渡过余生
长保元年（999年）年底，中宫定子生皇子敦康親王。同一时期道长已入宫的长女藤原彰子被封女御。到了长保二年（1000年），彰子被立为中宫，因此原中宫定子改称皇后，尊贵的唯一嫡妻地位被剥夺。不久后，苦心劳累的皇后定子因生产后胎衣不下崩御。伊周抱持妹妹的尸体痛哭不止，送葬之日，家中兄弟三人皆做哀歌。
长保三年（1001年），伊周终得复本位。长保四年（1002年），伊周的四妹御匣殿，因一条天皇之宠爱有孕，伊周狂喜，然而御匣殿却在怀孕中突然死了。祸不单行，伊周的二妹、东宫女御藤原原子在不久后也突然吐血死亡，时传为东宫的另一位女御所毒杀。至此，定子的遗子敦康亲王成为伊周唯一的希望。
长保五年（1003年），伊周进从二位。宽弘二年（1005年），天皇敕他地位为大臣之下大纳言之上，参与朝政。同五年，为准大臣，赐封一千户，不久叙正二位，为仪同三司。
伊周经常说“敦康亲王日后必登皇位。”所以等到宽弘五年（1008年）中宫彰子生了皇子敦成，伊周非常失望。当时有流言称：伊周与舅舅高阶明顺诅咒敦成。道长于是召来明顺责问他。明顺由于忧虑和害怕，几日后死去。而伊周的姨母、敦康亲王乳母高阶光子则被流放。
宽弘六年（1009年），伊周因诅咒的事，被停止朝参。虽然不久后获赦，但伊周已被接连的打击和病情打倒。宽弘七年（1010年）正月，伊周病重。临终，告诫他的子女说：“我平生的愿望是要让儿子继承我们家的显赫职位，让女儿为天皇后妃。如今命运不济如此，无可奈何。你们（女儿）要谨慎，不能误身于人，侮辱了我的名声。道雅（嫡子），不可甘心居于下位，希世媚权，如此隐忍不如归隐山林为僧。”又对弟弟隆家说：“我此生宿志不遂，只能带着恨意而死。今天将道雅托付给你，希望你好好教导监督他。”
伊周死时年三十七岁，世称帅内大臣。

### 脚注
1. ↑  『栄花物語』巻第四,みはてぬゆめ
2. ↑  据《栄花物語》第八巻,はつはな中的：“「日ごろ水がちに、御台などもいかなることにかとまできこしめせど、あやしうありし人にもあらず、細りたまひにけり”所言，伊周病重时大量饮水、饮食却身体消瘦，病因或为糖尿病。

| 官衔            | 官衔                              | 官衔                               |
| --------------- | --------------------------------- | ---------------------------------- |
| 前任： 藤原道兼 | 內大臣 994年10月5日－996年5月14日 | 空缺下一位持有相同頭銜者：藤原公季 |